# Apristurus profundorum
Espèce
Statut de conservation UICN

 DD  : Données insuffisantes
Apristurus profundorum est une espèce de requins. Ce requin-chat d'eau profonde (traduction littérale de son nom anglais) de la famille des Scyliorhinidae, est trouvé dans l'Atlantique nord-ouest, soit de la baie du Delaware au Surinam et du Maroc à l'Afrique du nord-ouest.